# Jeon (họ Triều Tiên)
Jeon (Hangul: 전) là một họ của người Triều Tiên. Do hiện tượng đồng âm, họ Jeon có thể tương ứng với các họ sau trong ký âm Hanja: Điền (田), Toàn (全), Tiền (錢). Họ này thường được phiên âm Latin thành Jun, Chun, hoặc Chon.
Theo thống kê năm 2000 tại Hàn Quốc, có 687.867 mang họ này.